# Fiat 343
Il Fiat 343 è un autobus prodotto dal 1966 al 1978.

## Progetto
Il Fiat 343 nasce a metà degli anni '60 per sostituire il precedente Fiat 306 del quale riprendeva l'impostazione. A differenza del predecessore, il nuovo 343 introduceva il concetto di autobus con motore posizionato posteriormente, a sbalzo sul retrotreno; tale soluzione con il tempo di affermerà sulla maggior parte degli autobus in produzione.
Fino al 1972 il Fiat 343 venne prodotto come telaio nudo destinato a carrozzerie esterne; in particolare è stato allestito in versione "Gran Turismo" da molti carrozzieri, quali Orlandi e Officine Padane, ma anche Garbarini, Carrozzeria Barbi, De Simon, Bianchi, Dallavia. Tra le versioni più note vi sono il Padane "Esse", il Barbi "Mirage" e l'Orlandi "Meteor", vincitore del premio "compasso d'oro" nel 1970.
Solo nel 1972 venne messa in produzione la versione con carrozzeria prodotta direttamente da Fiat nello stabilimento di Cameri (NO), la cui linea assomigliava a quella del coevo Fiat 308.

## Tecnica
Una delle maggiori novità rispetto al Fiat 306 era la collocazione posteriore del motore, invece che centrale: questo garantiva la presenza di un vano bagagli di buona capienza al centro del mezzo, accessibile da ambo i lati della carrozzeria. La versione "normale" da 11 metri del 343 era disponibile con il motore 8200.12 a 6 cilindri in linea, con cilindrata di 9819 cm³ ed erogante 194 cv di potenza.
Per la sola versione 343L da 12 metri era disponibile il motore 8200.13 a 6 cilindri in linea, con cilindrata di 10308 cm³ ed erogante 208 cv di potenza; per entrambi il cambio era manuale a 5 marce.

## Versioni
Ecco un riepilogo delle versioni prodotte:

### Fiat 343
- Lunghezza: 11 metri
- Allestimento: Interurbano
- Alimentazione: Gasolio
- Motore: 8200.12 da 194 cv

### Fiat 343L
- Lunghezza: 12 metri
- Allestimento: Interurbano, Gran Turismo
- Alimentazione: Gasolio
- Motore: 8200.13 da 208 cv

## Diffusione
Il 343 ha avuto una grandissima diffusione in Italia sia nella versione interurbana che i quella granturismo. Oggigiorno praticamente tutti i Fiat 343, per raggiunti limiti di anzianità, sono stati tolti dal servizio; tuttavia se ne sono salvati alcuni acquistati da privati. Altri sono stati convertiti ad uso scuola guida oppure inviati all'estero, specie nei paesi africani.